# Parafia św. Jakuba w Jużnosachalińsku
Parafia św. Jakuba w Jużnosachalińsku – rzymskokatolicka parafia znajdująca się w Jużnosachalińsku, de iure w prefekturze apostolskiej Jużnosachalińska, de facto w diecezji Świętego Józefa w Irkucku, w dekanacie magadańskim, w Rosji. W parafii służą siostry Misjonarki Miłości. Jedyna parafia katolicka w obwodzie sachalińskim.

## Historia
Od 18 lipca 1932 parafia katedralna prefektury apostolskiej Jużnosachalińska (do 2002 pod nazwą prefektura apostolska Karafuto).